# Conquista romana de Mallorca
La conquista romana de Mallorca fue llevada a cabo por el cónsul y general romano Quinto Cecilio Metelo, (el cual recibió posteriormente el sobrenombre de Balearicus), con el pretexto de que las islas Baleares eran un refugio de piratas, en el 123 a. C. Asimismo, también se baraja como añadido al principal casus belli el interés del imperio romano por incluir a los honderos baleares a sus tropas, ya que su habilidad con la honda era bien conocida debido a los azotes recibidos durante las contiendas de las guerras púnicas. Entre otra serie de motivos también ha de añadirse la estrategia militar de contar con una vía marítima hacia Hispania, ya que por tierra les suponía una dificultad extrema, dado que se encontraban en guerra con la Galia Narbonense, las riquezas de las tierras baleáricas, y también a las políticas de expansión de Roma. No obstante, la verdadera finalidad de la incursión consistía en establecer una cuña al comercio fenicio.
Metelo, a sabiendas de la destreza de los isleños con la honda mandó cubrir sus barcos con pieles, formando una especie de tiendas donde podían ponerse a cubierto para evitar los proyectiles lanzados y poder así desembarcar en la isla, donde le resultó arduo encontrar a los habitantes, dado que todavía vivían de modo salvaje en grutas. (en la Sierra de Na Burguesa, Calviá, están registradas 45 cuevas algunas usadas como refugio y obtención de agua.) Desde la perspectiva militar es de suponer que la invasión no supuso una verdadera dificultad para las tropas romanas, bien organizadas y armadas, frente a la población indígena, cuya mejor defensa era el uso de la honda y poco más, además de ser una sociedad completamente tribal y con inferior capacidad de organización. Asimismo, algunas fuentes hacen hincapié en la gran matanza de habitantes y destrucción de los santuarios indígenas situados en Son Carrió, Son Favar y Roca Rotja. Esta invasión supuso el fin del período postalayótico de la isla de Mallorca.
Tras una campaña de dos años, en 121 a. C., incorporó las islas a la provincia de Hispania Citerior, y fundó la ciudad de Palma, hoy día capital de la isla, y también Pollentia, que fue la capital tras la conquista, con tres mil colonos romanos (Iberias Romaion) traídos de la península ibérica. De todos modos, dado que el origen de las familias pertenecientes a la élite provenían de Italia, específicamente de la zona del Piceno, otros historiadores han estimado que muchos de los colonos fueron traídos también desde allí, específicamente de una de las 35 tribus romanas, la conocida como Velina.
Aunque al parecer la romanización de la isla se llevó a cabo con cierta facilidad, se ha estimado que fuese posible que esta llegase antes por vía económica que por cultural, dado el carácter del indígena mallorquín, susceptible a una rápida asimilación de la cultura foránea, y también por la escasa formación cultural de los colonos para poder latinizar y reducir la cultura talayótica en un centenar y medio de años. De todos modos, cabe destacar que la diplomacia entre Roma y las islas se había establecido nueve décadas atrás, tal y como comenta el historiador Tito Livio, con el envío de emisarios baleáricos en 217 a. C. al general Cneo Cornelio Escipión Calvo debido a las operaciones llevadas a cabo por una escuadra romana a Ibiza, (isla que por entonces era llamada Ebusus) ciudad que formaba parte del bando cartaginés durante la segunda guerra púnica. Este periodo de dominación romana duró hasta el 455 d. C., cuando las tomaron los vándalos.

## Antecedentes

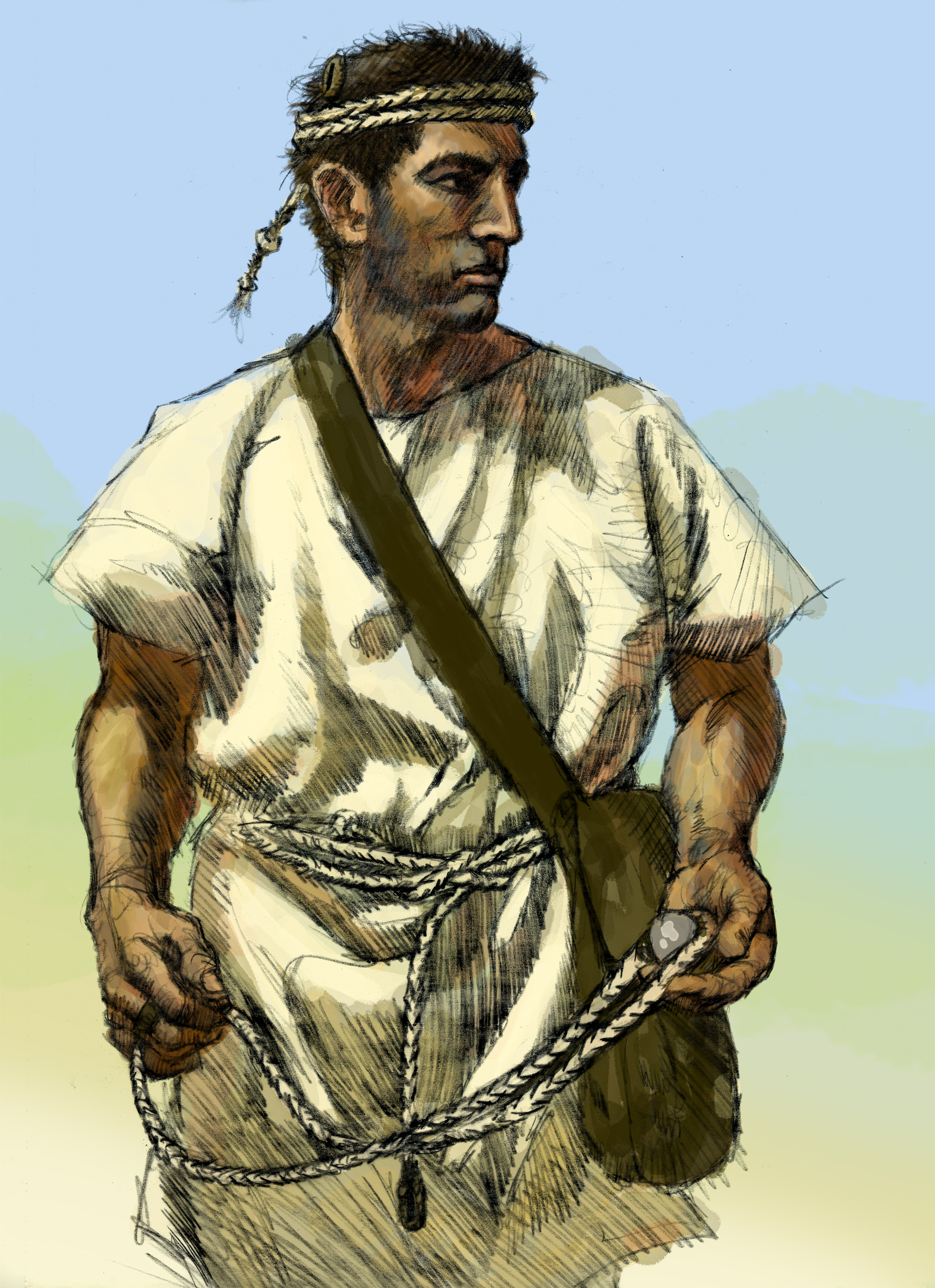
Hondero baleárico.

Conocer la importancia estratégica de las islas Baleares en el entramado comercial del mar Mediterráneo tras las guerras púnicas es fundamental para comprender el interés de las distintas civilizaciones que en la antigüedad decidieron conquistarlas para tenerlas bajo su dominio y control. Como ya indicaron los antiguos navegantes, Ibiza se encontraba a un día de navegación de Iberia y a 24 horas desde Libia, lo que en principio resultaba en un excelente lugar para recalar y abastecer de agua y comestibles a las embarcaciones, así como repararlas de algunas posibles roturas del viaje. A esto hay que añadir también la cantidad de puertos naturales en los que podían desembarcar con cierta facilidad. Todo esto hace pensar que las Baleares consistían en el escondrijo perfecto para corsarios y piratas que desde los acantilados divisaban a las naves que se acercaban y sopesaban la fiabilidad de su abordaje. Asimismo, las islas servían también como acortamiento del camino entre las dos penínsulas para los navíos que llevaban género para comerciar. A pesar de que el motivo oficial del senado romano para la invasión de las Baleares fue la piratería, no está claro si los piratas realmente eran habitantes de las islas o si eran del exterior, junto a algunos nativos insulares que se les unían para cometer fechorías. Los historiadores tienen distintas perspectivas sobre la procedencia de los piratas. Mientras que para unos los instigadores eran baleáricos, para otros eran extranjeros que asolaban las islas para reclutar esclavos. Tampoco falta la opinión de que estos piratas eran en realidad de origen fenicio, relacionados con Ebusus, la actual Ibiza.

Mapa de las principales rutas comerciales usadas por los fenicios

Las principales rutas marítimas durante el siglo II a. C. del comercio del Mare nostrum, que era el nombre dado por los romanos al Mediterráneo, eran llevadas a cabo principalmente por la civilización romana, la fenicia y la cartaginesa. Con la caída de Cartago tras la tercera guerra púnica, Ibiza, bajo el control fenicio, se encontraba en superioridad cultural respecto a Mallorca y Menorca, que vivían el periodo postalayótico, y dentro del ámbito de la cultura del hierro. Durante esta época, se estima que una de las principales actividades comerciales de Mallorca se encontraba en la exportación de sal, así como en el reclutamiento de honderos desde Ibiza para servir en el ejército fenicio.

## Consecuencias
Una vez conquistada la isla los romanos crearon las ciudades de Palma y Pollentia, pero a pesar de que las fuentes citan la creación de ambas en el 123 a. C. las investigaciones llevadas a cabo tras los restos arqueológicos fechan su florecimiento en la primera mitad del siglo I a. C., así como que esos solares habían estado ocupados por los isleños con anterioridad. También se llevaron a cabo toda una serie de cambios en el ámbito social, ya que los honderos fueron incorporados a las legiones romanas como mercenarios auxiliares, así como transformaciones de carácter religioso y de culto, principalmente en la forma de enterrar a los muertos, que los nativos hacían en cuevas naturales o artificiales envueltos en ofrendas que suponían usarían en la siguiente vida. No obstante, a pesar de que la romanización se llevó a cabo con relativa rapidez, se estima que la base étnica del indígena balear debió perdurar.